# Nomaua perdita
Espèce
Synonymes
- Wairua reinga Forster, 1990

Nomaua perdita est une espèce d'araignées aranéomorphes de la famille des Physoglenidae.

## Distribution
Cette espèce est endémique de Nouvelle-Zélande. Elle se rencontre vers Manawatu dans l'île du Nord.

## Description
Le mâle décrit par Fitzgerald et Sirvid en 2009 mesure 3,307 mm et la femelle 3,150 mm.
Forster, Platnick et Coddington en 1990 avaient décrit des spécimens identifiés de manière erronée comme les femelles de Nomaua perdita ceux-ci  appartenaient à l'espèce Nomaua urquharti tandis que les vraie femelles étaient attribuées à Nomaua crinifrons. Les mâles de Wairua reinga sont identiques à ceux de Nomaua perdita et la femelle endommagée non attribuable à une espèce précise.

## Publication originale
- Forster, Platnick & Coddington, 1990 : A proposal and review of the spider family Synotaxidae (Araneae, Araneoidea), with notes on theridiid interrelationships. Bulletin of the American Museum of Natural History, no 193, p. 1-116 (texte intégral).